# Blekholmsstranden

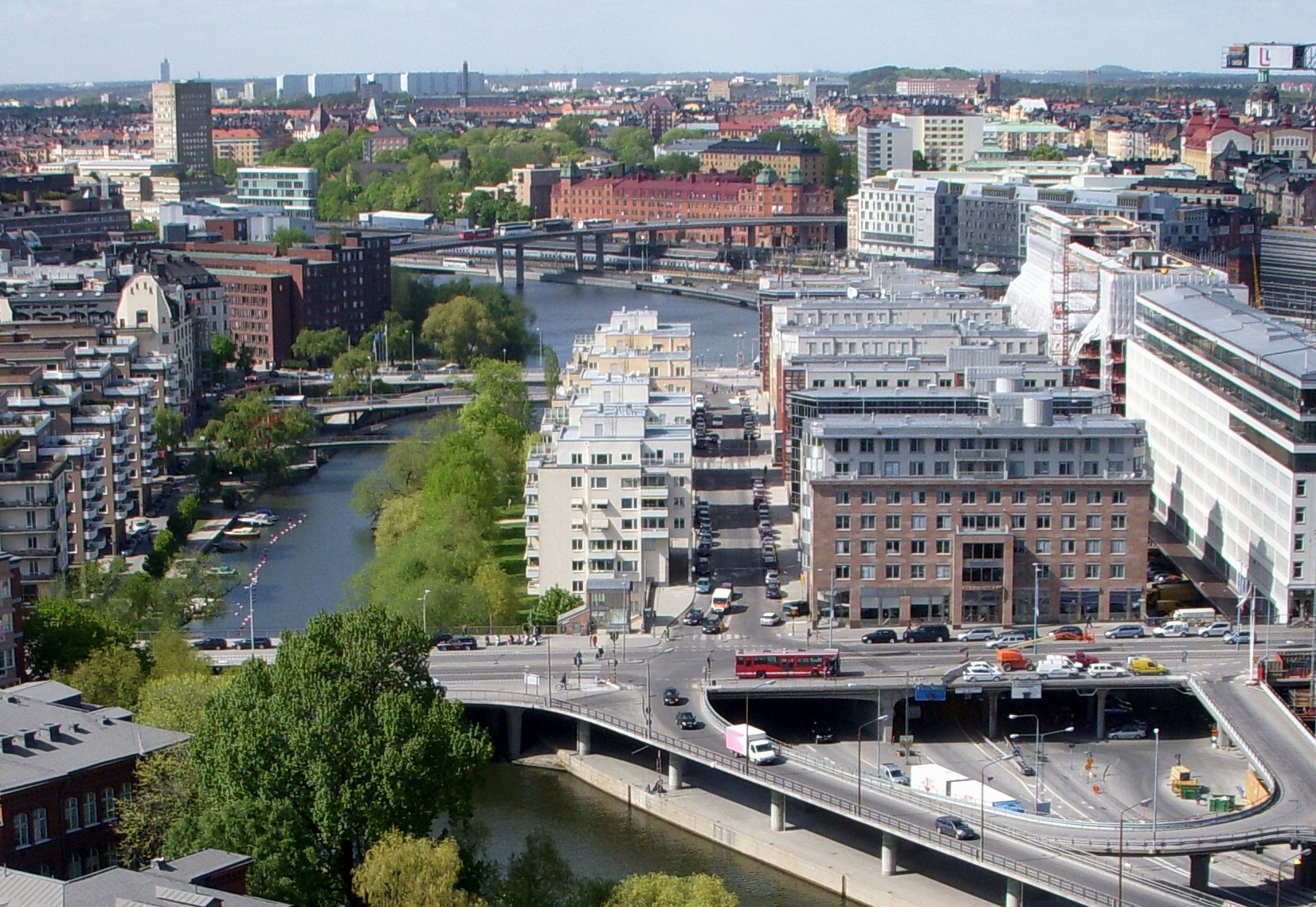
Blekholmsstranden till vänster.

Blekholmsstranden eller Blekholmsterrassen är en strandpark på Norrmalm, Stockholm vid Klara sjö. Parken rustades upp mellan 2022 och 2023.

## Parken den 15 september 2024

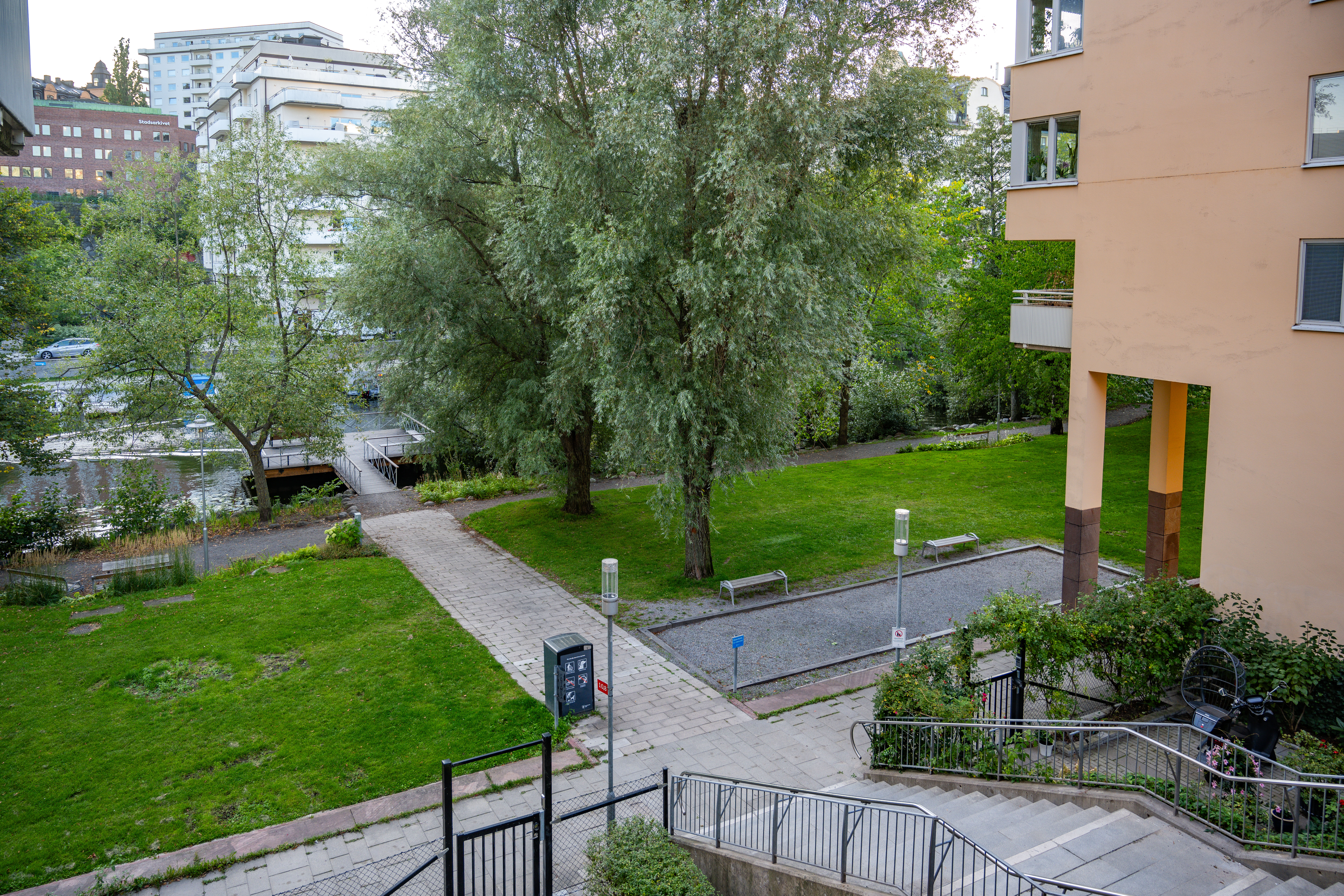
Trappan ner från Blekholmsterrassen.
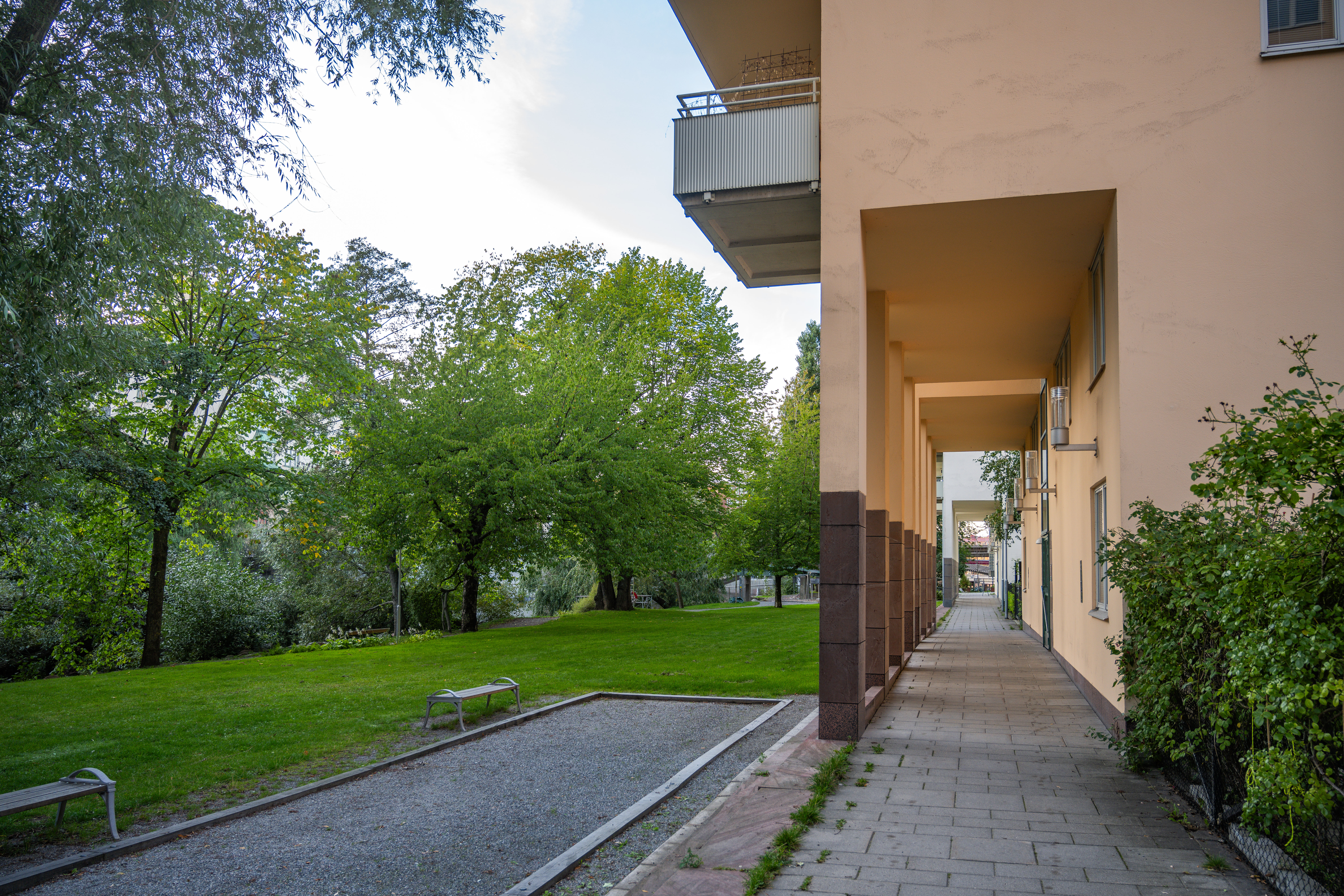
Parken mot husen.
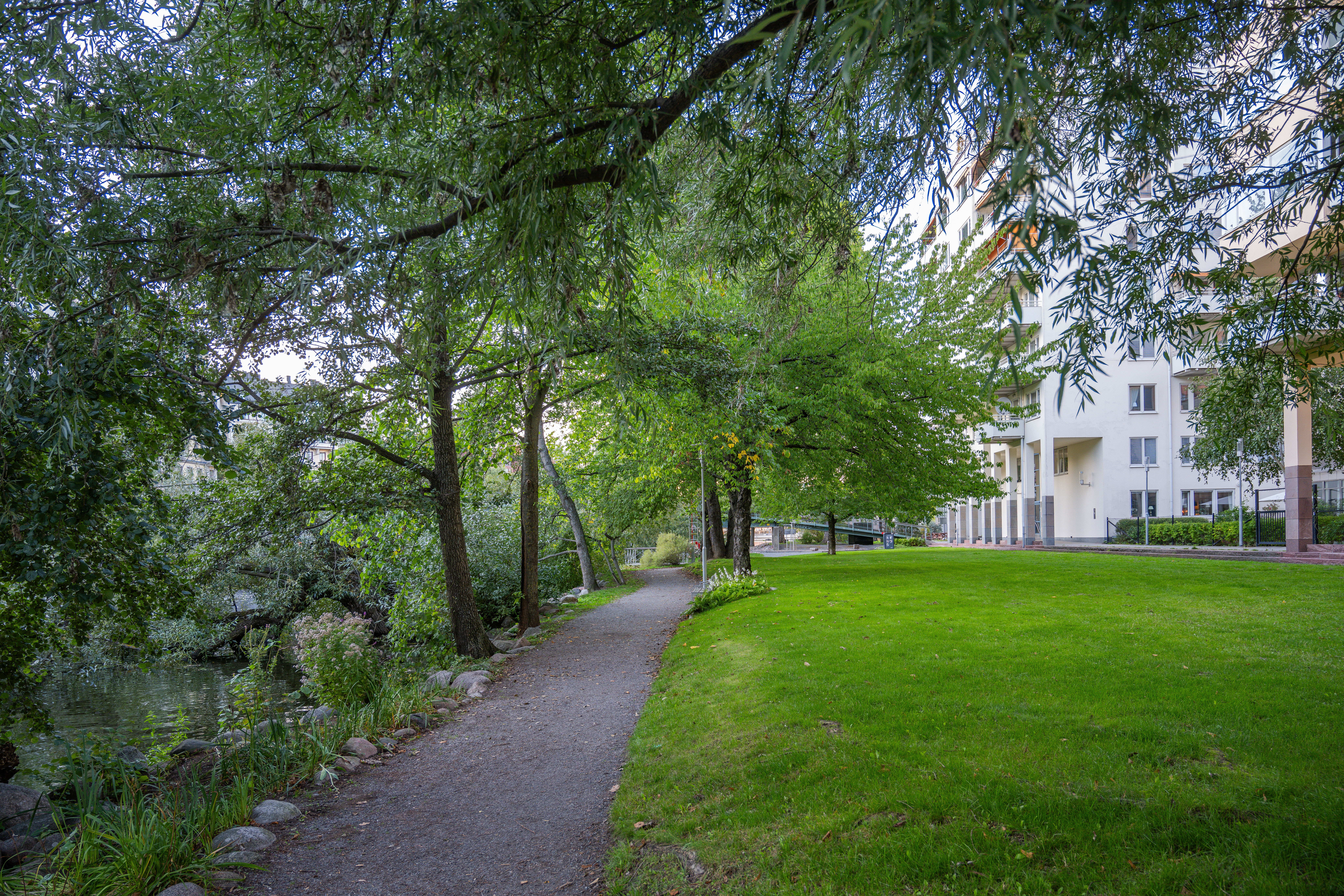
Stigen utmed Klara sjö.
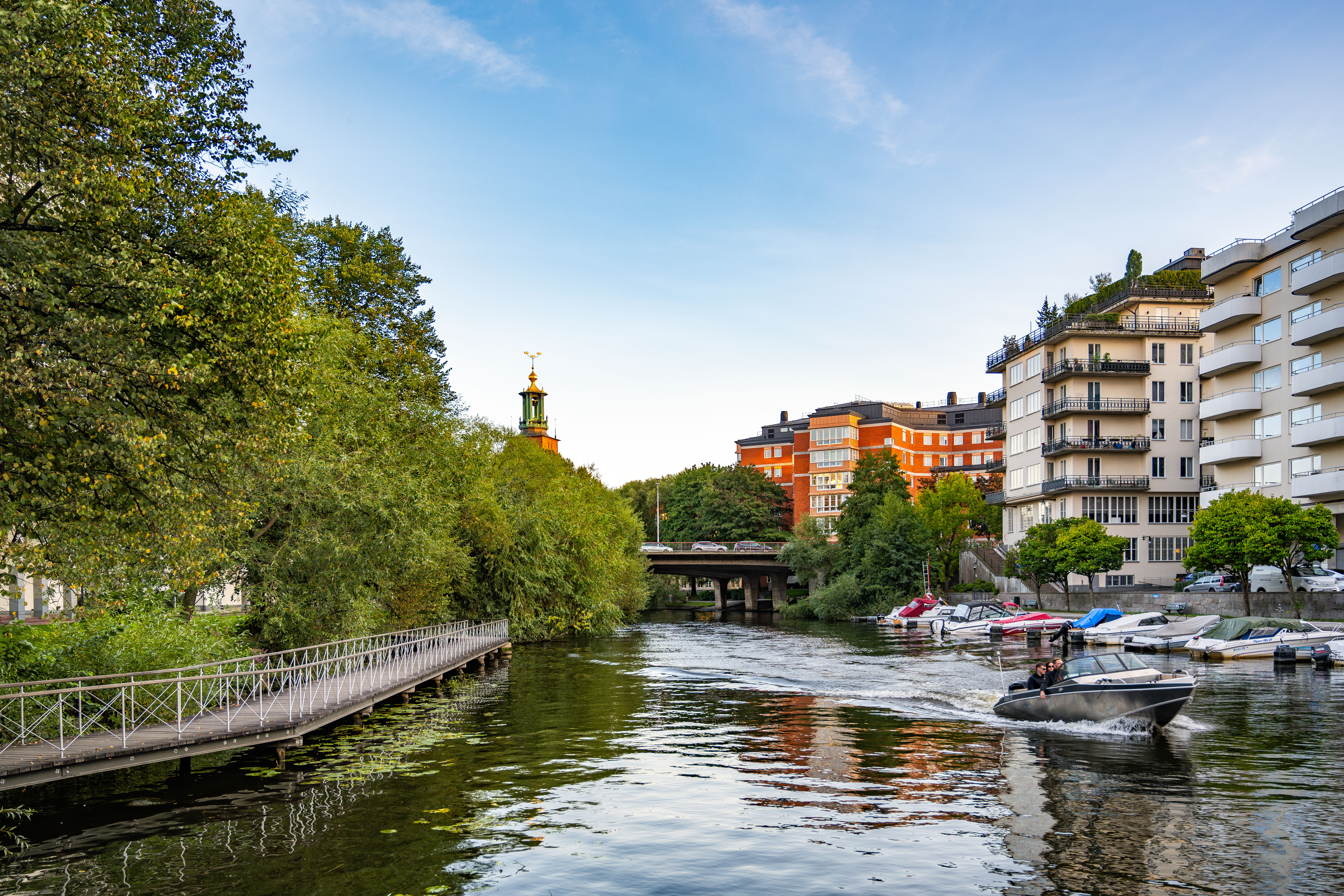
Klara sjö, parken till vänster.